# Kleinmeister-Schalen

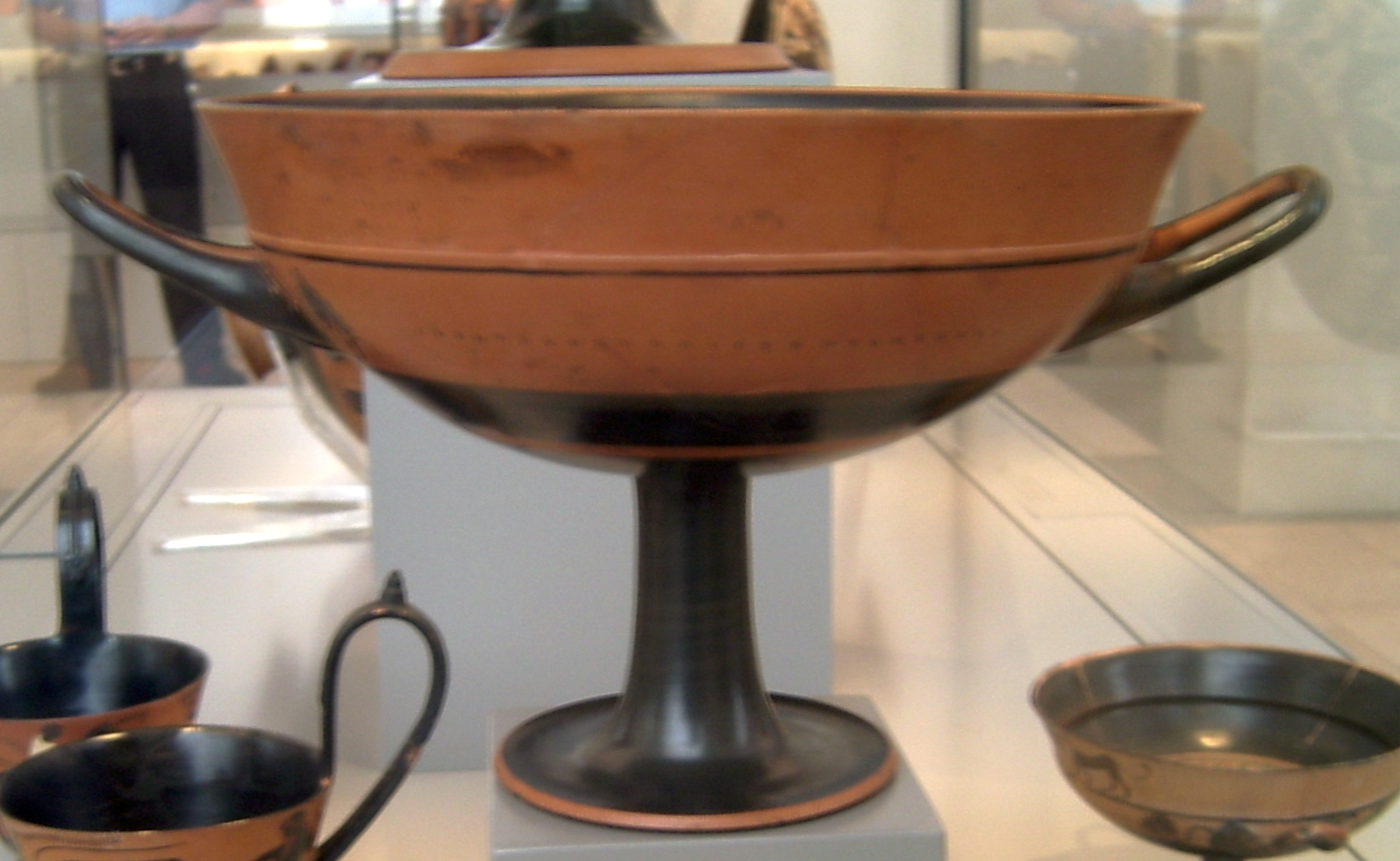
Randschale des Töpfers Xenokles

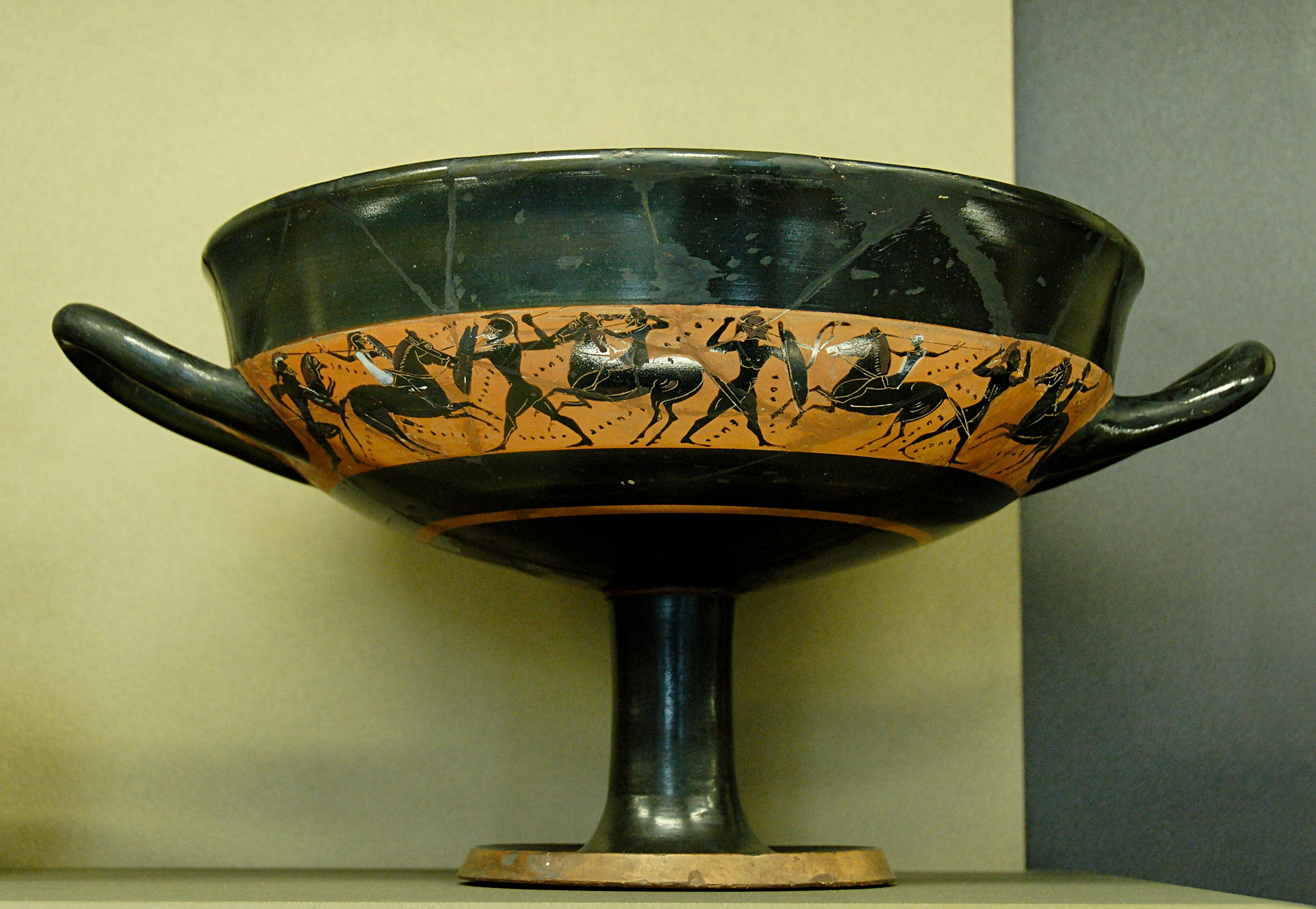
Bandschale eines unbekannten attischen Künstlers, um 540 v. Chr.

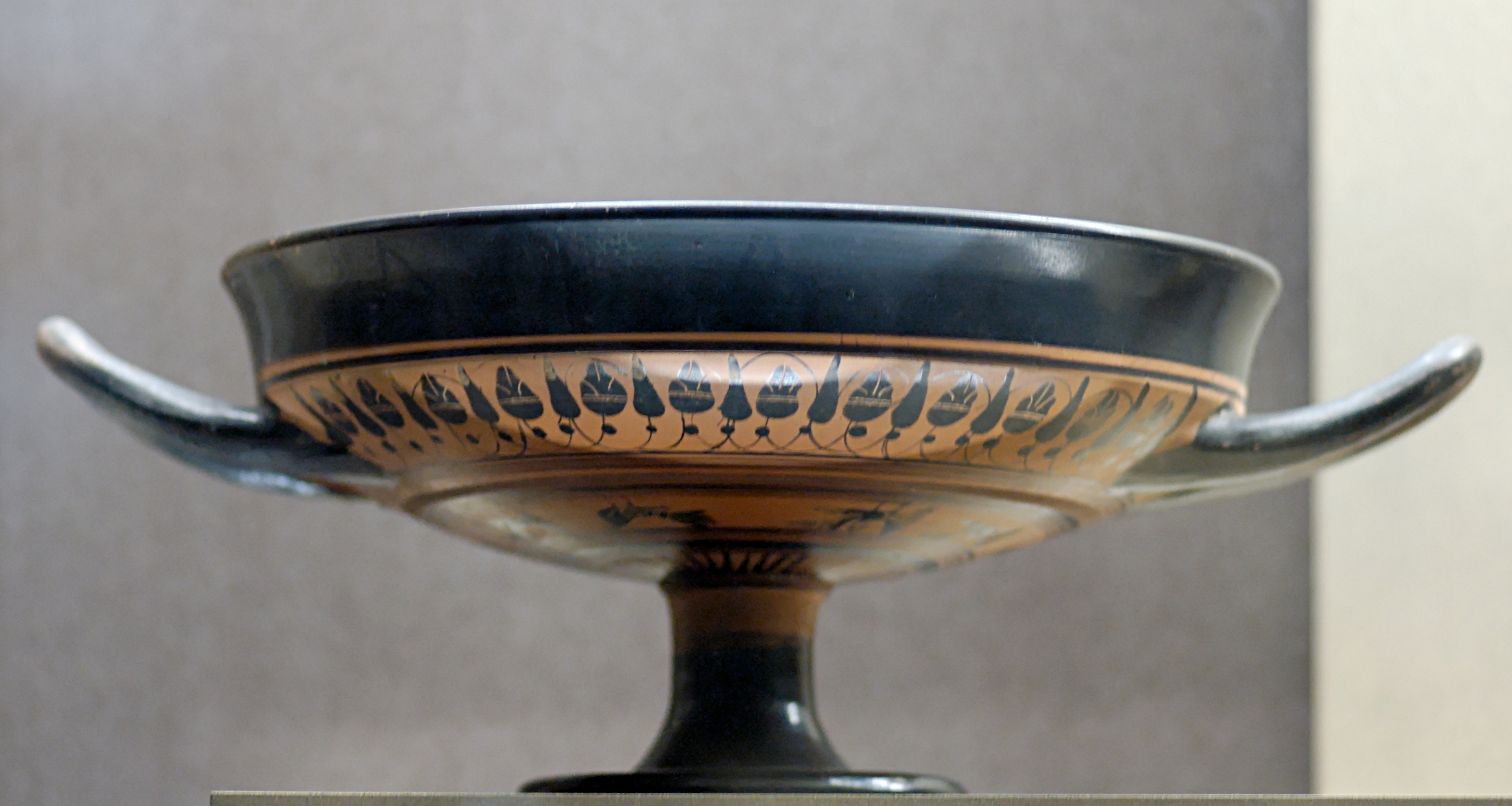
Droop-Schale eines unbekannten attischen Künstlers, um 550/30 v. Chr.

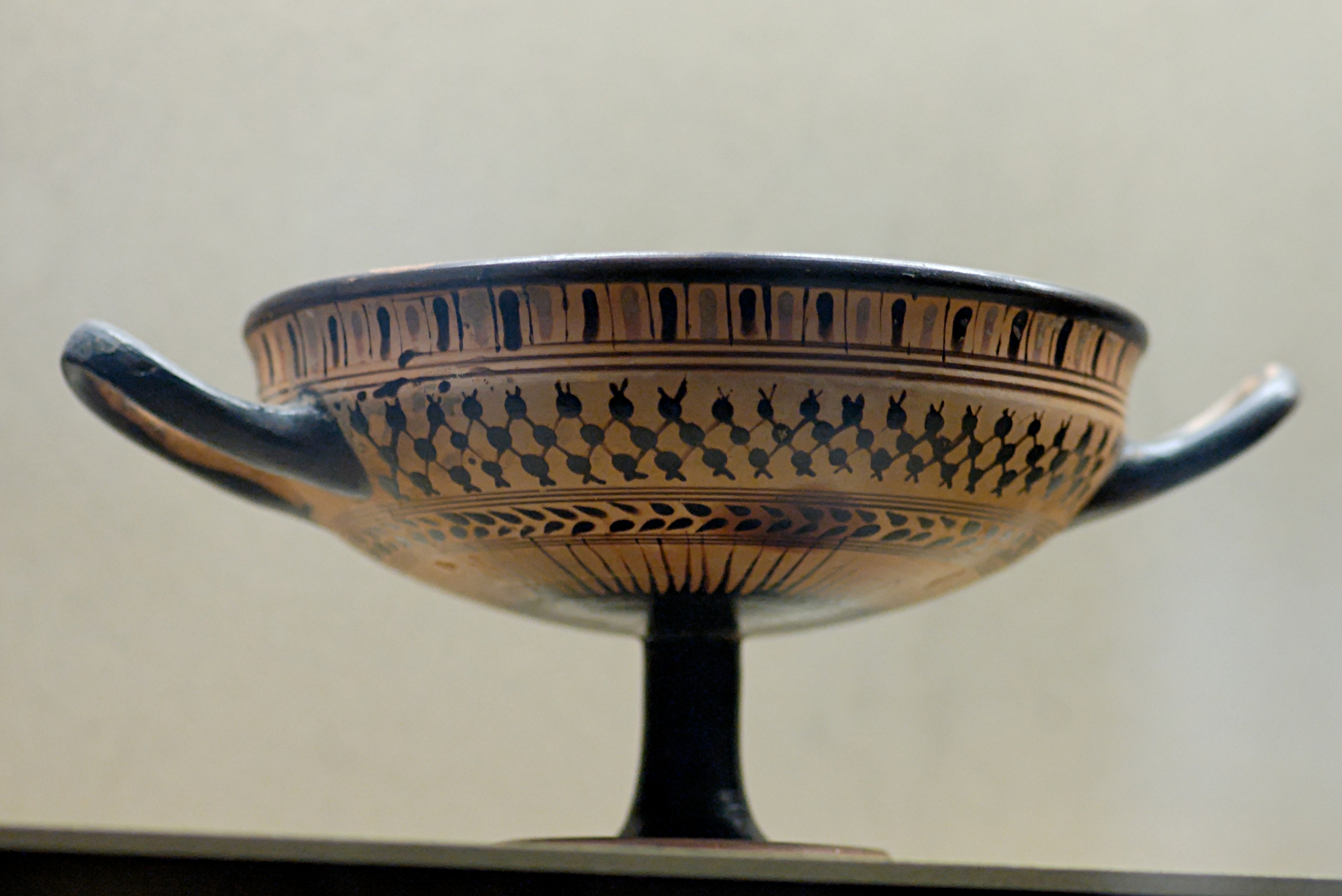
Kassel-Schale eines unbekannten attischen Künstlers, um 540 v. Chr.

Kleinmeister-Schalen sind eine Gattung der attisch-schwarzfigurigen Schalen, die in der Mitte und im 3. Viertel des 6. Jahrhunderts v. Chr. produziert wurden. Sie sind nach ihrer zierlichen, kleinformatigen Bemalung benannt.
Kleinmeister-Schalen sind jünger als Sianaschalen, beide Formen wurden jedoch noch längere Zeit produziert. Die Kleinmeister bemalten nur noch den oberen kleinen Fries über dem „Knick“ der Schalen, eventuell auch die Lippe oder die Henkelzonen. Wahrscheinlich haben nur wenige Sianaschalenmaler auch Kleinmeisterschalen bemalt. Einer der ersten Künstler, die diese Vasenform in Athen einführten, war Klitias; der erste Vasenmaler, dem derzeit Kleinmeisterschalen zugeschrieben werden können, ist der Kassandra-Maler. Die Veränderung der Dekoration ging mit einer Streckung der Schalenfüße einher. Kleinmeister haben nur selten größere Vasentypen bemalt (wiewohl von guten Malern größerer Vasen auch des Öfteren Kleinmeisterschalen bekannt sind). Stilistische Vergleiche zwischen großen und kleinen Vasen fallen bis heute schwer. 
Von den Kleinmeistern sind viele Signaturen bekannt (vor allem bei Randschalen), da die Signatur häufig als Bestandteil des Gesamtdekors genutzt wurde. Es überwiegen Signaturen von Töpfern, was nicht zuletzt daran liegt, dass die Qualität der Töpferarbeiten nicht selten die der Malereien übertrifft.

## Typen sowie verwandte und abgeleitete Formen
Es sind mehrere verschiedene Typen von Kleinmeister-Schalen bekannt:
- Bandschalen
- Droop-Schalen
- Gordionschalen
- Kassel-Schalen
- Randschalen
- Band-Skyphoi